# Russell-Tribunal zu Palästina
Das Russell-Tribunal zu Palästina war eine private Nichtregierungsorganisation, die sich für eine Ahndung angeblicher Völkerrechtsverletzungen und Kriegsverbrechen seitens des Staates Israel gegenüber den Palästinensern einsetzte.

## Geschichte
Die Organisation wurde im März 2009 nach dem Gazakrieg (2008–2009) gegründet und lehnt sich mit ihrer Arbeitsweise und Zielsetzung an das Vietnam-Tribunal an.
Im März und November 2010 fanden zwei Sitzungen in Barcelona und London statt. Die dritte Sitzung fand vom 5. bis 7. November 2011 im südafrikanischen Kapstadt statt und stand unter dem Motto „Verletzen israelische Praktiken gegen das palästinensische Volk das Apartheidsverbot des Völkerrechts?“. Dabei kam die Jury des Tribunals zu dem Schluss, dass „Israel die palästinensische Bevölkerung sowohl in den besetzten palästinensischen Gebieten, als auch in Israel selbst einem institutionalisierten Regime von Herrschaft unterwirft, das als Apartheid, wie sie das Völkerrecht definiert, ausgemacht werden kann“.
Gründer der Organisation waren Ken Coates, Nurit Peled-Elhanan und Leila Shahid.

## Unterstützer
Zu den Unterstützern zählten
- Boutros Boutros-Ghali †
- Nguyễn Thị Bình
- Ahmed Ben Bella †
- Milan Kučan
- Dries van Agt †
- Tariq Ali
- Anna Balletbó i Puig
- Russell Banks †
- Noam Chomsky
- Norman Finkelstein
- Eduardo Galeano †
- Johan Galtung †
- Jean Ziegler
- Felicia Langer †
- Carmel Budiardjo †
- Sulak Sivaraksa
- Martín Almada †
- Mairead Corrigan
- Harold Pinter †
- José Saramago †
- Betty Williams †
- Jody Williams

## Kritik
Der Richter Richard Goldstone sprach in einem Beitrag für die New York Times im Oktober 2011 dem Russell-Tribunal zu Palästina ab, ein Tribunal zu sein. Die ‚Beweise‘ würden einseitig zusammengetragen und die Mitglieder der ‚Jury‘ seien Kritiker, deren scharfe Ansichten über Israel wohlbekannt seien. In Israel gebe es keine Apartheid. Nichts dort komme der Definition von Apartheid gemäß dem Römischen Statut von 1998 gleich.
Der südafrikanisch-israelischer Journalist und Menschenrechtsaktivist Benjamin Pogrund, der in Israel lebt, beschrieb die Sitzung des Russell-Tribunals zu Palästina als eine Inszenierung. Die Teilnehmer wären wie Schauspieler, würden ihre Rollen kennen und das Resultat würde feststehen, noch bevor sie anfangen. Israel solle in den Dreck gezogen werden.